# Indonesia Open
O Indonesia Open foi um torneio masculino de golfe profissional, que foi disputado tradicionalmente em Jacarta. De 2005 a 2009, o torneio foi cossancionado pelo Circuito Asiático e pelo Circuito Europeu da PGA.
Em 2012, pela primeira vez, foi cossancionado pelo OneAsia Tour e pelo Circuito de Golfe do Japão como parte de um contrato de três anos.
Mikko Illonen foi, em 2007, o primeiro finlandês a vencer um torneio do Circuito Asiático e do calendário intercontinental do Circuito Europeu da PGA. O golfista terminou sua participação com um total de 275 tacadas, nove abaixo do par do campo.

## Campeões
Circuito Asiático
| Ano                     | Campeão                 | País                    |
| Bank BRI Indonesia Open | Bank BRI Indonesia Open | Bank BRI Indonesia Open |
| ----------------------- | ----------------------- | ----------------------- |
| 2014                    | Pádraig Harrington      | Irlanda                 |
| Indonesia Open          |                         |                         |
| 2013                    | Gaganjeet Bhullar       | Índia                   |

OneAsia
| Ano                                                 | Campeão                      | País                         |
| Enjoy Jakarta Indonesia Open                        | Enjoy Jakarta Indonesia Open | Enjoy Jakarta Indonesia Open |
| --------------------------------------------------- | ---------------------------- | ---------------------------- |
| 2012                                                | Nick Cullen                  | Austrália                    |
| Indonesia Open Presented By Carlsberg               |                              |                              |
| 2011                                                | Thaworn Wiratchant (2)       | Tailândia                    |
| Enjoy Jakarta Indonesia Open Presented By Carlsberg |                              |                              |
| 2010                                                | Michael Hendry               | Nova Zelândia                |

Circuito Asiático e Circuito Europeu
| Ano                                                                    | Campeão                                             | País                                                | Pontuação                                           | Par                                                 | Margem                                              | Vice-campeão(ões)                                   |
| Enjoy Jakarta Indonesia Open Presented By Carlsberg                    | Enjoy Jakarta Indonesia Open Presented By Carlsberg | Enjoy Jakarta Indonesia Open Presented By Carlsberg | Enjoy Jakarta Indonesia Open Presented By Carlsberg | Enjoy Jakarta Indonesia Open Presented By Carlsberg | Enjoy Jakarta Indonesia Open Presented By Carlsberg | Enjoy Jakarta Indonesia Open Presented By Carlsberg |
| ---------------------------------------------------------------------- | --------------------------------------------------- | --------------------------------------------------- | --------------------------------------------------- | --------------------------------------------------- | --------------------------------------------------- | --------------------------------------------------- |
| 2009                                                                   | Thongchai Jaidee                                    | Tailândia                                           | 276                                                 | −12                                                 | 2 tacadas                                           | Simon Dyson Alexander Norén Steve Webster           |
| Enjoy Jakarta Astro Indonesia Open                                     |                                                     |                                                     |                                                     |                                                     |                                                     |                                                     |
| 2008                                                                   | Felipe Aguilar                                      | Chile                                               | 262                                                 | −18                                                 | 1 tacada                                            | Jeev Milkha Singh                                   |
| 2007                                                                   | Mikko Ilonen                                        | Finlândia                                           | 275                                                 | −9                                                  | 1 tacada                                            | Shiv Kapur Frankie Miñoza Andrew Tampion            |
| Enjoy Jakarta HSBC Indonesia Open Presented By Carlsberg               |                                                     |                                                     |                                                     |                                                     |                                                     |                                                     |
| 2006                                                                   | Simon Dyson                                         | Inglaterra                                          | 268                                                 | −20                                                 | 2 tacadas                                           | Andrew Buckle                                       |
| Enjoy Jakarta Standard Chartered Indonesia Open Presented By Carlsberg |                                                     |                                                     |                                                     |                                                     |                                                     |                                                     |
| 2005                                                                   | Thaworn Wiratchant                                  | Tailândia                                           | 255                                                 | −25                                                 | 5 tacadas                                           | Raphaël Jacquelin                                   |

Circuito Asiático
| Ano            | Campeão           | País              |
| Indonesia Open | Indonesia Open    | Indonesia Open    |
| -------------- | ----------------- | ----------------- |
| 1999–2004      | Não houve torneio | Não houve torneio |
| 1998           | Craig Parry       | Austrália         |
| 1997           | Frank Nobilo (2)  | Nova Zelândia     |
| 1996           | Ed Fryatt         | Inglaterra        |
| 1995           | José Cantero      | Argentina         |

Pré-Circuito Asiático
| Ano  | Campeão            | País              |
| ---- | ------------------ | ----------------- |
| 1994 | Frank Nobilo       | Nova Zelândia     |
| 1993 | Gary Webb          | Estados Unidos    |
| 1992 | Não houve torneio  | Não houve torneio |
| 1991 | Chen Liang-Shi     | Taiwan            |
| 1990 | Frankie Miñoza (2) | Filipinas         |
| 1989 | Benny Kasiadi      | Indonésia         |
| 1988 | Hsieh Yu-Shu       | Japão             |
| 1987 | Wayne Smith        | Austrália         |
| 1986 | Frankie Miñoza     | Filipinas         |
| 1985 | Lu Chien-soon      | Taiwan            |
| 1984 | Terry Gale         | Austrália         |
| 1983 | Robert Wrenn       | Estados Unidos    |
| 1982 | Eleuterio Nival    | Filipinas         |
| 1981 | Payne Stewart      | Estados Unidos    |
| 1980 | Lu Hsi-chuen (2)   | Taiwan            |
| 1979 | Lu Hsi-chuen       | Taiwan            |
| 1978 | Kuo Chie-Hsiung    | Taiwan            |
| 1977 | Gaylord Burrows    | Estados Unidos    |
| 1976 | Mya Aye            | Burma             |
| 1975 | Hsu Sen San        | Taiwan            |
| 1974 | Ben Arda           | Filipinas         |